# Nucli atòmic

Model d'un nucli atòmic amb els protons en vermell i els neutrons en blau

El nucli atòmic és la part central de l'àtom que conté la major part de la matèria que el forma però que, tanmateix, n'ocupa un volum relativament molt petit. Està format per barions, concretament per protons i neutrons, en nombre variable, però sempre més neutrons que protons. En són una excepció el nucli de l'hidrogen ordinari (format per un únic protó) i els dels àtoms més lleugers, en què el nombre de protons i el de neutrons sol ser igual. El nombre de protons s'anomena nombre atòmic i és el paràmetre que determina a quin element químic correspon l'àtom. El nombre de neutrons d'àtoms del mateix element pot ser variable: els nuclis amb el mateix nombre atòmic, però diferent nombre de neutrons, s'anomenen isòtops.
La força que manté units els barions que formen el nucli atòmic, els quals s'anomenen nucleons, és la força nuclear forta.
Alguns àtoms es descomponen espontàniament mitjançant processos radioactius que consisteixen en l'emissió d'electrons (rajos beta) o nuclis d'heli (rajos alfa) altament energètics. Alguns nuclis són extremadament estables, en canvi d'altres es descomponen molt ràpidament. L'estabilitat d'un nucli atòmic depèn del nombre total de nucleons (els elements de nombre atòmic superior al del plom són tots radioactius i el plom i els que tenen un nombre atòmic inferior no ho solen ser) i també de la proporció entre el nombre de protons i neutrons: per això en un mateix element, diferents isòtops poden tenir una vida mitjana diferent.

## Història

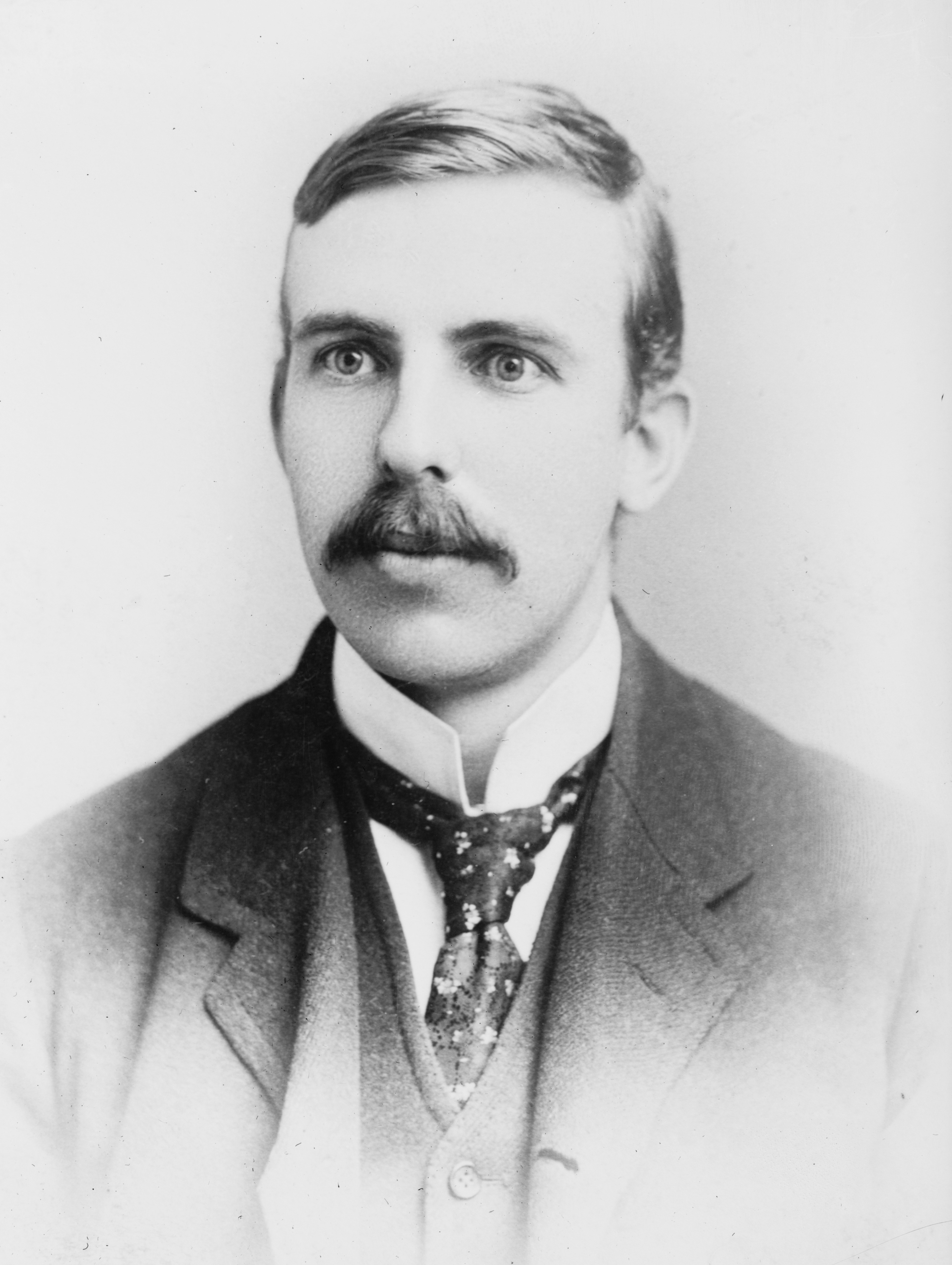
Ernest Rutherford el 1908

A principis del 1896, el físic francès Henry Becquerel (1852–1908) descobrí casualment la radioactivitat quan realitzava estudis de fosforescència amb mostres de minerals d'urani, data que se considera la del naixement de la Física Nuclear. Tot seguit altres científics, entre els quals destaquen la física polonesa Marie Curie (1867–1934) i el seu marit, el físic francès Pierre Curie (1859–1906), iniciaren la investigació de la naturalesa de la radioactivitat la qual cosa conduí a l'estudi de l'estructura del nucli atòmic, encara no descobert en aquells anys. El neozelandès Ernest Rutherford (1871-1937) demostrà que la radiació emesa per les substàncies radioactives correspon a tres tipus diferents, raigs alfa, beta i gamma, que després s'identificaren com a nuclis d'heli els raigs alfa, electrons els beta i fotons d'alta energia els gamma.
El 1911 Rutherford, el físic alemany Hans Geiger (1882–1945) i el físic britànic Ernest Marsden (1889–1979) realitzaren l'experiment de la làmina d'or, en el qual dispersaven partícules alfa contra nuclis d'or i altres metalls pesants. Aquests experiments posaren de manifest existeix una zona central de l'àtom, que Rutherford anomenà nucli, que conté tota la càrrega positiva, quasi tota la massa i que té un volum extremadament petit al comparar-lo amb el volum de l'àtom. El 1929 el físic rus George Gamow (1904–1968) proposà tractar el nucli com una gota de líquid.
El 1930 els físics britànics John Cockroft (1897–1967) i Ernest Walton (1903–1995), sota la direcció de Rutherford, realitzaren les primeres reaccions nuclears emprant nuclis accelerats mitjançant un camp elèctric. El 1932 el físic britànic James Chadwick (1891–1974) descobrí el neutró. Carl Friedrich von Weizsäcker (1912–2007) el 1935, seguint la proposta de Gamow d'interpretar el nucli com una gota de líquid, i incorporant la hipòtesi protó–neutró del nucli del físic alemany Werner Heisenberg (1901–1976) i del físic rus Dmitri Ivanenko i el treball del físic italià Ettore Majorana (1906–1938) sobre les forces nuclears, elaborà un model complet de nucli.

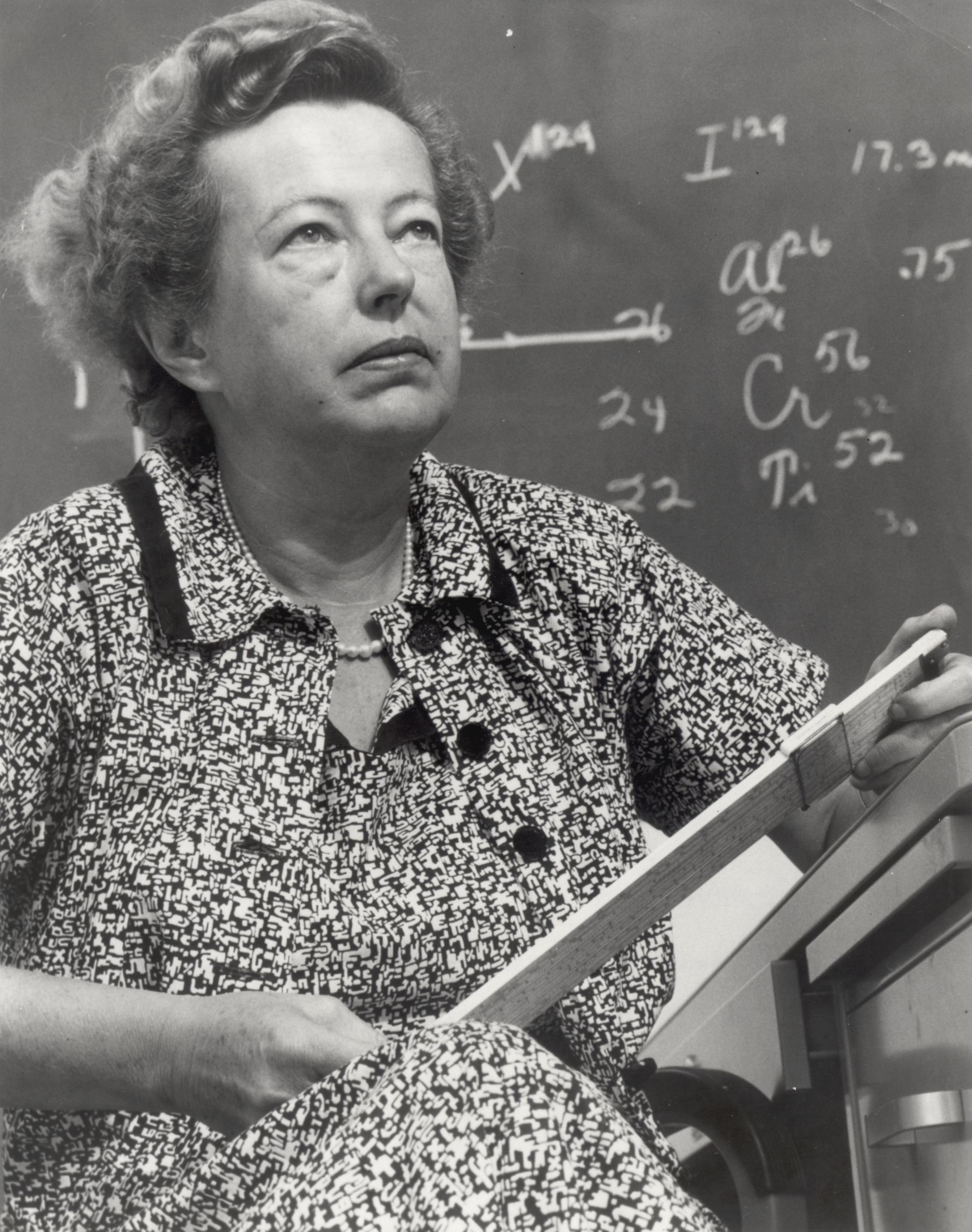
Maria Göppert-Mayer

El 1934 es descobrí la radioactivitat artificial per part dels físics francesos Irène (1897–1956) i Frédéric Joliot-Curie (1900–1958). El 1938 es realitzà el descobriment de la fissió nuclear per la física austrohongaresa Leise Meitner (1878–1968) i els químics alemanys Otto Hahn (1879–1968) i Fritz Strassmann (1902–1980). El 1939 Niels Bohr (1885–1962) i John Archibald Wheeler (1911–2008) desenvoluparen el model de la gota de líquid per explicar la fissió nuclear descoberta només sis mesos abans.
El 1942 es desenvolupà el primer reactor de fissió controlat pel físic italià Enrico Fermi (1901–1954) i col·laboradors. El 1949 es desenvolupà el model de capes del nucli de forma independent per diferents científics, destacant Eugene Paul Wigner, Maria Göppert-Mayer i J. Hans D. Jensen.
En descobrir-se que els nuclis estaven formats per protons sorgí el problema de la seva estabilitat, ja que no era possible que els protons es mantenguessin units degut a l'acció de repulsió de la força de Coulomb entre càrregues del mateix signe. La solució es trobà en identificar una nova força fonamental, la força forta, que només actua a curtes distàncies, inferiors a 10–14 m, i que atreu els protons entre ells. Actualment s'explica amb la teoria anomenada cromodinàmica quàntica, proposada al començament dels anys 1970 pels físics estatunidencs David Politzer (1949), Frank Wilczek (1951) i David Gross (1941).

## Propietats

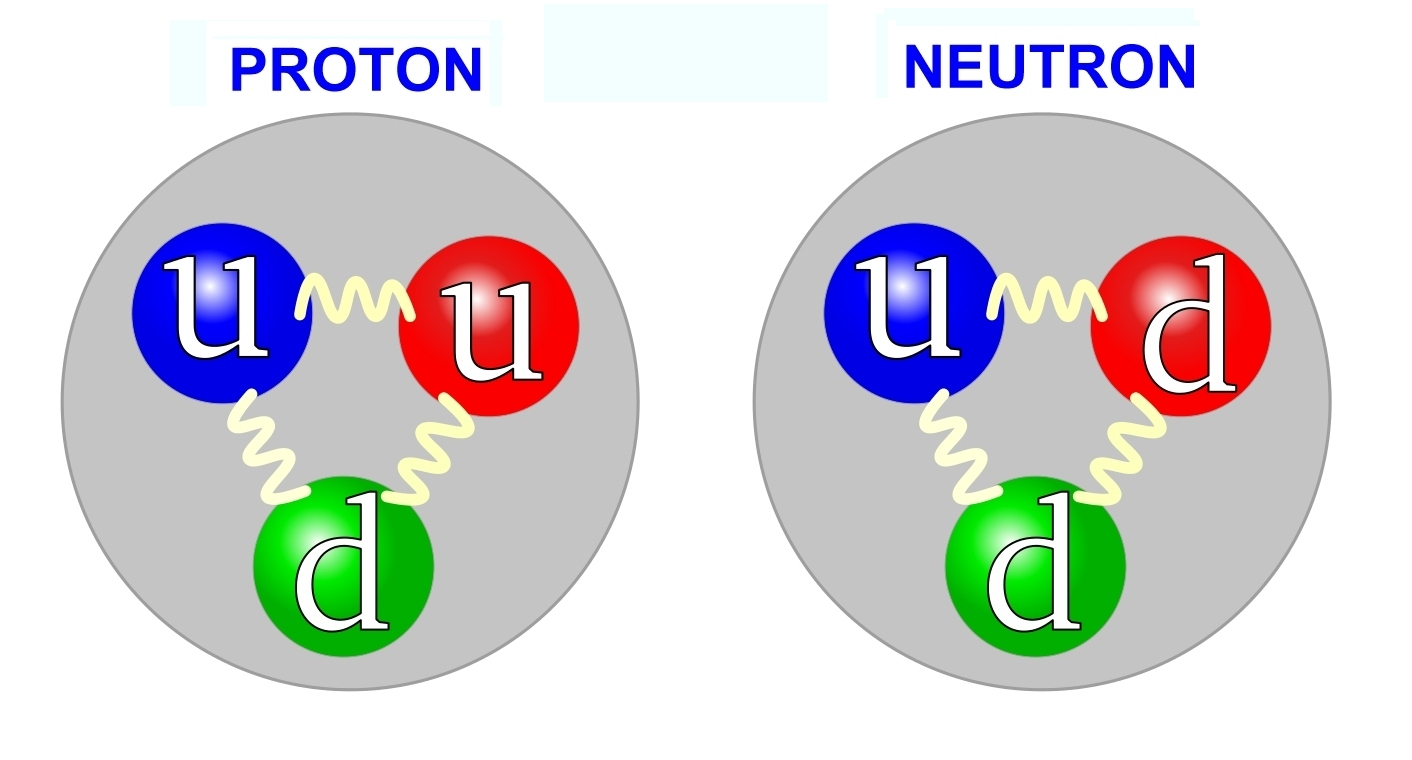
Els protons estan constituïts per tres quarks (uud) i el neutró també per tres quarks, però diferents (udd)

### Nucleons
Tots els nuclis dels àtoms estan constituïts per dos tipus de partícules: protons i neutrons, anomenats genèricament nucleons. Només l'hidrogen està constituït per un únic protó. Així el nucli atòmic es descriu amb els nombres:
- Nombre atòmic, {\displaystyle Z}, que és igual al nombre de protons.
- Nombre de neutrons, {\displaystyle N}.
- Nombre màssic, {\displaystyle A=Z+N}, que és igual al nombre total de nucleons, protons més neutrons.[18]

Isòtops amb la seva vida mitjana

Els nuclis se simbolitzen mitjançant el símbol {\textstyle _{Z}^{A}X}, on {\displaystyle X} representa el símbol de l'element químic, i {\displaystyle A} i {\displaystyle Z} els nombres màssic i atòmic, respectivament. Així un nucli que se simbolitzi com {\displaystyle {\ce {_{26}^{56}Fe}}} indica que l'element és el ferro i que al nucli hi ha 26 protons i 56 nucleons, d'on es pot deduir el nombre de neutrons:
{\displaystyle N=A-Z=56-26=30\;{\text{neutrons}}}
Els nuclis de tots els àtoms d'un mateix element químic tenen el mateix nombre de protons o, el que és equivalent, el mateix nombre atòmic {\displaystyle Z}, però freqüentment contenen quantitats diferents de neutrons. Aquests tipus de nuclis s'anomenen isòtops. Els isòtops tenen el mateix nombre atòmic {\displaystyle Z}, però diferent nombre màssic {\displaystyle A} perquè tenen diferent nombre de neutrons. Per exemple el carboni té quatre isòtops naturals: {\displaystyle {\ce {_6^{11}C, \, _6^{12}C, \, _6^{13}C, \, _6^{14}C}}}, que es presenten en diferents proporcions, essent majoritari el carboni-12 (98,9 %). Tots aquests isòtops tenen el mateix nombre atòmic, 6, però nombres màssics diferents: 11, 12, 13 i 14, perquè tenen diferent nombre de neutrons: 5, 6, 7 i 8, respectivament.
Els nuclis atòmics que tenen el mateix nombre màssic, però amb diferents proporcions de protons i neutrons, s'anomenen isòbars, com ara {\displaystyle {\ce {_6^{14}C}}} i {\displaystyle {\ce {_7^{14}N}}}, ambdós amb {\displaystyle A=14}. Els que tenen el mateix nombre de neutrons són dits isòtons. És el cas de {\displaystyle {\ce {_6^{13}C}}} i {\displaystyle {\ce {_7^{14}N}}}, on ambdós tenen 7 neutrons, que s'obtenen restant {\textstyle A-Z}. S'anomenen nuclis mirall els nuclis en els quals el nombre de neutrons de l'un és igual al de protons de l'altre, com en el cas de {\displaystyle {\ce {_6^{13}C}}} que té 6 protons i 7 neutrons i el {\displaystyle {\ce {_7^{13}N}}} que té 7 protons i 6 neutrons. El seu estudi ha permès l'obtenció de dades sobre la magnitud de les forces nuclears i de repulsió electroestàtica que tenen lloc a escala nuclear.

### Càrrega i massa
El protó té una càrrega elèctrica positiva, igual a la càrrega elemental {\displaystyle e=+1,602\cdot 10^{-19}\;\mathrm {C} }, mentre que el neutró és elèctricament neutre, per la qual cosa la càrrega nuclear es correspon a la suma de les càrregues de tots els protons, o bé al producte del nombre atòmic {\displaystyle Z} per la càrrega elemental {\textstyle e}: {\textstyle Q=Z\cdot e}. Els nuclis naturals tenen valors des de {\displaystyle Q=1,602\cdot 10^{-19}\;C} de l'hidrogen {\displaystyle {\ce {_1^{1}H}}} fins a {\textstyle Q=147,4\cdot 10^{-19}\;\mathrm {C} } de l'urani {\displaystyle {\ce {_{92}^{238}U}}}.
Les masses del protó i del neutró són, respectivament, 1,672 62·10–27 kg i 1,674 93·10–27 kg. Sembla que la massa del nucli hauria de ser la suma de les masses dels protons i dels neutrons, però pels nuclis estables sempre és inferior. Aquesta diferència, anomenada defecte de massa, és una quantitat que s'ha perdut en formar-se el nucli i que es correspon a l'energia de lligadura dels nucleons. Es pot calcular aquesta energia a partir de l'equació d'Einstein que relaciona la massa amb l'energia: {\textstyle E=m\cdot c^{2}}. La massa d'un nucli, en unitats relatives de massa atòmica, sempre és propera al valor del nombre màssic, {\textstyle A}, i van de 1,0078 per a l'hidrogen {\displaystyle {\ce {_1^{1}H}}} a 238,05 de l'urani {\textstyle _{92}^{238}U}.

### Dimensions i forma

Comparació de les dimensions del nucli i l'àtom d'heli

Ernest Rutherford arribà a la conclusió de que la càrrega positiva d'un àtom està concentrada en una petita esfera, que anomenà nucli, i el qual radi no és superior a aproximadament 10–14 m, o 10 fm. Per una altra banda, a principis dels anys 1920 se sabia que el nucli d'un àtom contenia {\displaystyle Z} protons i tenia una massa equivalent a la d'{\textstyle A} protons, complint-se que per a àtoms lleugers (amb {\displaystyle Z\leq 20}) és {\displaystyle A\approx 2Z} i per a àtoms més pesants {\displaystyle A>2Z}. Per això, el 1920, Rutherford proposà l'existència dels neutrons, els quals foren descoberts el 1932 per Chadwick.
Els experiments realitzats demostren que el nucli és aproximadament esfèric amb un radi mitjà {\textstyle r} que ve donat per la fórmula:

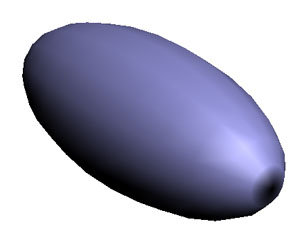
El·lipsoide

{\displaystyle r=r_{0}\cdot A^{1/3}}
on {\textstyle A} és el nombre màssic i {\textstyle r_{0}} és un valor que decreix de {\textstyle r_{0}=1,3\cdot 10^{-15}\,\mathrm {m} } pels nuclis més lleugers, fins a {\textstyle r_{0}=1,2\cdot 10^{-15}\,\mathrm {m} } per a la resta de nuclis. Com que el volum d'una esfera és proporcional al cub del seu radi, resulta d'aquesta equació anterior que el volum d'un nucli atòmic és proporcional al nombre màssic {\textstyle A}, i val:
{\displaystyle V_{nucli}={\tfrac {4}{3}}\cdot \pi \cdot r_{0}^{3}\cdot A}

Moment angular d'una partícula de massa que descriu una trajectòria circular de radi amb velocitat

La densitat es pot deduir de forma aproximada suposant que protons i neutrons tenen la mateixa massa i negligint el petit defecte de massa, donant 2,3·1017 kg/m³, una densitat molt elevada, unes 2,3·10¹⁴ vegades superior a la de l'aigua líquida.
El moment quadrupolar elèctric, {\textstyle Q}, d'una distribució de càrrega elèctrica respecte d'una direcció donada indica la deformació respecte d'una esfera perfecta d'un nucli. Els nuclis que tenen moment angular 0 o 1/2 tenen {\textstyle Q=0}, la qual cosa significa que són esfèrics. Tanmateix hi ha nuclis que tenen moments quadrupolars elèctrics molt diferents de zero, com són {\textstyle Q(_{71}^{176}\mathrm {Lu} )=8\cdot 10^{-28}\;\mathrm {m} ^{2}} o {\textstyle Q(_{94}^{241}\mathrm {Pu} )=5,6\cdot 10^{-28}\;\mathrm {m} ^{2}}. Aquests valors indiquen que presenten importants deformacions i tenen forma d'el·lipsoides més que d'esferes.

### Moment angular
El moment angular, {\displaystyle {\vec {L}}}, és una magnitud vectorial pròpia dels cossos en moviment curvilini que s'obté com a producte vectorial del radi de la trajectòria, {\displaystyle {\vec {r}}}, pel moment lineal {\textstyle {\vec {p}}=m{\vec {v}}}. En els nuclis atòmics hi ha nucleons que giren sobre ells mateixos i es mouen dintre del nucli, per la qual cosa també el nucli té un moment angular, anomenat espín nuclear. L'espín nuclear se simbolitza per {\textstyle {\vec {J}}}, i s'obté combinant de forma apropiada els moments angulars orbitals (rotació dels nucleons al voltant del centre del nucli) i els espins dels nucleons (rotació sobre ells mateixos). 

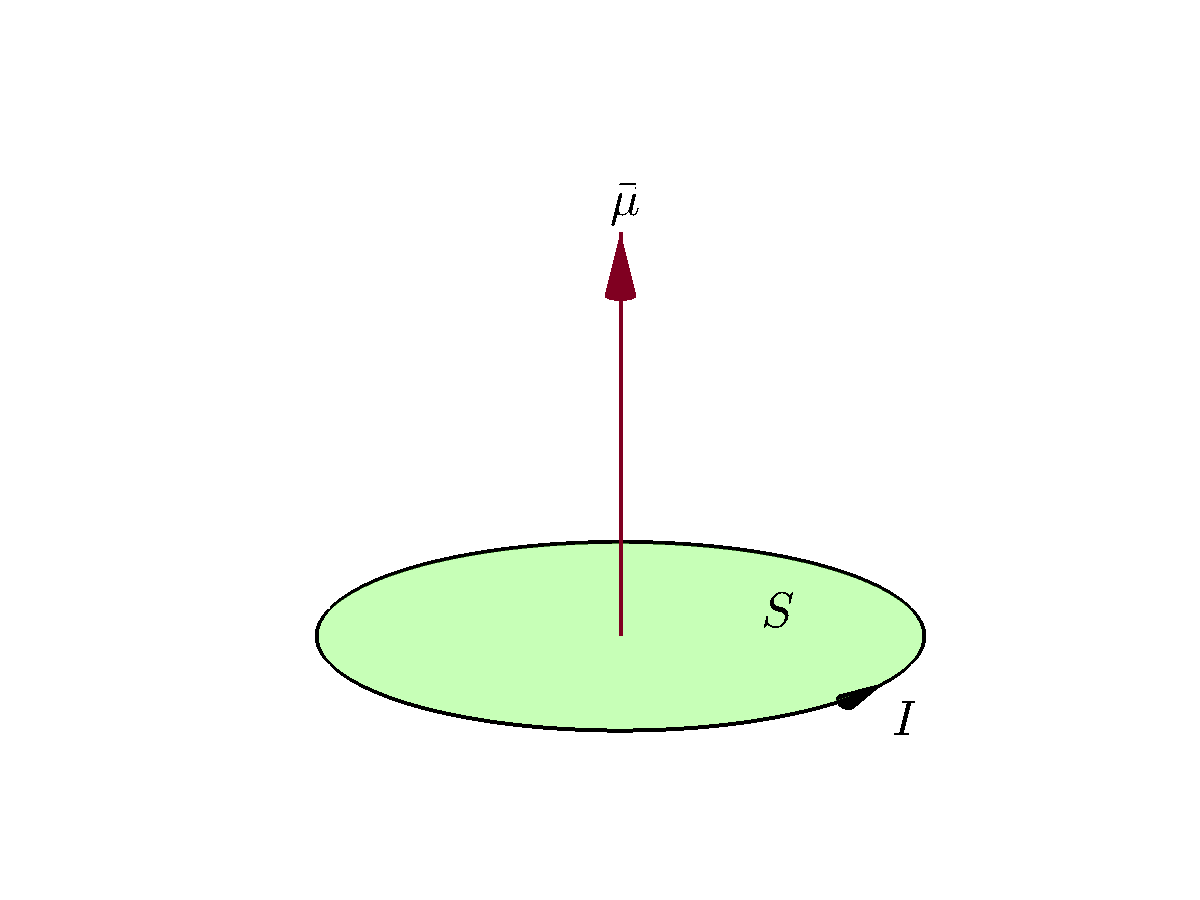
Moment magnètic

L'espín nuclear s'identifica amb un número quàntic {\textstyle J}, de manera que el mòdul de dit espín val {\textstyle |{\vec {J}}|=\hbar {\sqrt {J(J+1)}}}. Segons el principi d'incertesa de Heisenberg l'espín nuclear és inobservable, però sí ho és la seva component segons una direcció determinada, que ve donada per {\textstyle m_{J}\hbar }, on {\textstyle m_{J}=\pm J,\pm (J-1),...,\pm {\tfrac {1}{2}}\;\mathrm {o} \;0}, segons sigui {\textstyle J} semienter o enter. D'aquí es pot deduir que hi ha {\textstyle 2J+1} orientacions possibles de l'espín nuclear. Els espins dels nucleons, com el de l'electró estan quantitzats i valen 1/2. Per aquest fet els nuclis amb nombre màssic imparell tenen espins nuclears fraccionaris. Per exemple: {\textstyle J(_{26}^{57}\mathrm {Fe} )={\frac {1}{2}},\;J(_{27}^{57}\mathrm {Co} )={\frac {7}{2}}}. Per contra els nuclis amb nombre màssic parell el tenen zero o un nombre sencer fins a 7. Exemples: {\textstyle J(_{26}^{56}\mathrm {Fe} )=0,\;J(_{27}^{56}\mathrm {Co} )=4}.

### Moment magnètic nuclear

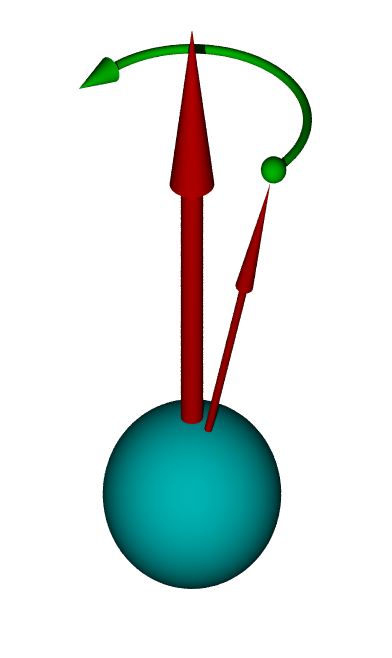
Precessió de Larmor

Associat amb l'espín nuclear hi ha el moment magnètic nuclear, {\textstyle {\vec {\mu }}}, que produeix interaccions magnètiques amb el medi que envolta el nucli. El moment magnètic és una magnitud vectorial que resulta del producte de la intensitat de corrent elèctric, {\textstyle I}, que recorre una corba tancada per la superfície d'aquesta, {\displaystyle {\vec {\mu }}=I{\vec {S}}}. Equival a un petit imant on el sentit de {\textstyle {\vec {\mu }}} va del sud al nord magnètic. Els nuclis atòmics contenen protons carregats positivament, els quals es mouen i originen petits moments magnètics. Els moments magnètics als nuclis estan quantitzats i s'expressen en termes de l'espín nuclear, {\textstyle {\vec {J}}}, amb l'expressió: 
{\displaystyle {\vec {\mu }}=g{\frac {e}{2m_{p}}}{\vec {J}}}
on: 
- {\textstyle g} s'anomena factor giromagnètic i presenta valors diferents pel protó i el neutró
- {\textstyle e} és la càrrega elemental
- {\textstyle m_{p}}és la massa del protó

Si se situa un moment magnètic dintre d'un camp magnètic, {\displaystyle {\vec {B}}} es produeix un moment de força, {\displaystyle {\vec {\Gamma }}={\vec {\mu }}\times {\vec {B}}}, que tendeix a alinear el moment magnètic amb la direcció i sentit del camp magnètic. Tanmateix no es produeix el mateix efecte a nivell atòmic. Els nuclis, que tenen un moment magnètic, no canvien d'orientació, però inicien un moviment de precessió al voltant de la direcció del camp magnètic, anomenada precessió de Larmor. La freqüència de gir s'anomena freqüència de Larmor. La component del moment magnètic sobre la direcció del camp magnètic pot estar orientada en el mateix sentit del camp o en sentit contrari, la qual cosa representa dos estats de diferent energia. Es pot passar del d'energia més baixa, el primer, al d'energia més alta, el segon, mitjançant absorció de radiació electromagnètica, en concret ones de radio. Si el nucli passa a l'estat més energètic a continuació es relaxa i torna al menys energètic emeten radiació electromagnètica. Aquest és el principi de la ressonància magnètica nuclear o RMN, emprada com a tècnica d'anàlisi estructural de substàncies i en l'estudi dels teixits blans de l'organisme.

## Energia de lligadura
La formació d'un nucli atòmic és un procés exoenergètic, es desprèn energia, la qual cosa significa que el nucli té menys energia que els nucleons aïllats, per tant més estable. L'energia que es desprèn en formar-se un nucli atòmic a partir dels nucleons lliures, fusió nuclear, s'anomena energia de lligadura. Si es volen separar els nucleons d'un nucli caldrà aportar aquesta quantitat d'energia. Aquesta energia prové de la massa que es perd en el procés de formació del nucli, ja que la massa dels nuclis estables és lleugerament inferior a la suma de les masses del nucleons. L'equivalència entre massa i energia ve donada per l'equació d'Einstein:
{\displaystyle E_{b}=\delta m\cdot c^{2}}on:

Corba d'energia per nucleó en funció del número màssic A

- {\displaystyle E_{b}} és l'energia de lligadura, en joules.
- {\displaystyle \delta m} és el defecte de massa, la massa que s'ha perdut en kilograms.
- {\displaystyle c} és la velocitat de la llum en el buit, en m/s.

Per poder comparar les energies de lligadura de diferents nuclis és convenient emprar l'energia de lligadura per nucleó, {\displaystyle E_{b}/A}, (energia de lligadura dividida pel nombre màssic). Aquest valor augmenta a mesura que s'augmenta el nombre de nucleons fins a un màxim que correspon al {\displaystyle _{26}^{62}Ni}, a partir d'ell l'energia de lligadura per nucleó disminueix, és a dir, els nucleons estan cada vegada menys lligats en el nucli. Excepte pels primers elements químics, fins al bor, l'energia de lligadura per nucleó oscil·la al voltant dels 8 MeV.
L'estudi detallat de les energies de lligadura del nuclis demostra que els nuclis presenten més estabilitat quan el seu nombre de protons o neutrons té un dels següents valors, anomenats nombres màgics per Eugene P. Wigner: {\textstyle 2,8,20,28,50,82,126}. Si tant el nombre de protons com el de neutrons coincideix amb aquests valors hom parla de nuclis "doblement màgics". És el cas dels nuclis: {\displaystyle {\ce {_2^4He,\, _8^{16}O,\, _{20}^{40}Ca, \, _{20}^{48}Ca \; i \; _{82}^{208}Pb}}}. Els isòtops amb nombres màgics presenten major abundància a la naturalesa, els isòtops estables que finalitzen les sèries radioactives tenen nombres de protons o neutrons màgics, l'energia d'enllaç del darrer neutró és màxima quan es tracta del neutró que completa el nombre màgic i mínima pel següent, els moments elèctrics quadrupolars són pràcticament zero per aquest nuclis amb nombres màgics.

### Estabilitat nuclear

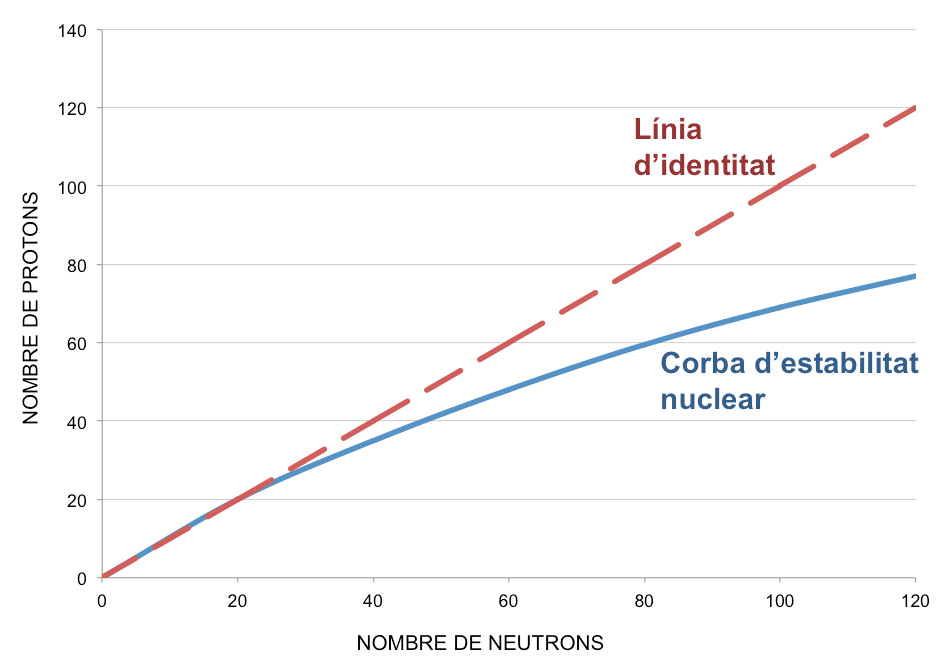
Corba d'estabilitat nuclear

Els neutrons lliures són inestables i es desintegren en un protó, un electró i un anti-neutrí electrònic. La seva vida mitjana lliures és d'uns 15 min. Tanmateix dins el nucli són estables.
Els protons tant lliures com dins el nucli són estables. Interaccionen mitjançant forces de repulsió electroestàtiques, força de Coulomb, que tendeixen a separar-los i tots els nucleons s'atreuen per mitjà de la força nuclear forta, que té les següents característiques:
- És una força d'atracció i és la més intensa de la naturalesa.
- És una força de curta distància que s'anul·la quan la separació entre nucleons és superior a varis femtòmetres.
- La seva magnitud depèn de les orientacions relatives dels espins dels nucleons.
- No depèn de la càrrega elèctrica.

Desintegració d'un nucli per emissió d'una partícula α

L'existència d'aquesta força permet que pugui haver-hi aproximadament 270 nuclis estables. Els lleugers contenen un nombre igual de protons i neutrons. A mesura que augmenta el nombre de protons també ho fa la repulsió de Coulomb i es necessiten més neutrons per compensar-la, ja que aquest només experimenten força d'atracció forta. Tanmateix a partir de Z = 83 no és possible que els neutrons compensin la repulsió electroestàtica i no existeixen nuclis estables amb més de 83 protons, que correspon a l'element químic bismut, Bi. Els nuclis inestables presents a la naturalesa aconsegueixen estabilitat desintegrant-se mitjançant l'emissió de partícules α (radiació α), de partícules β– (radiació β–), de raigs γ (radiació γ) o per mitjà de la fissió nuclear. Nuclis obtinguts artificialment i inestables també poden aconseguir guanyar estabilitat seguint processos com els naturals o de tipus diferent, com la emissió de radiació β+ i l'emissió de neutrons.

## Models nuclears

### Model de gota de líquid

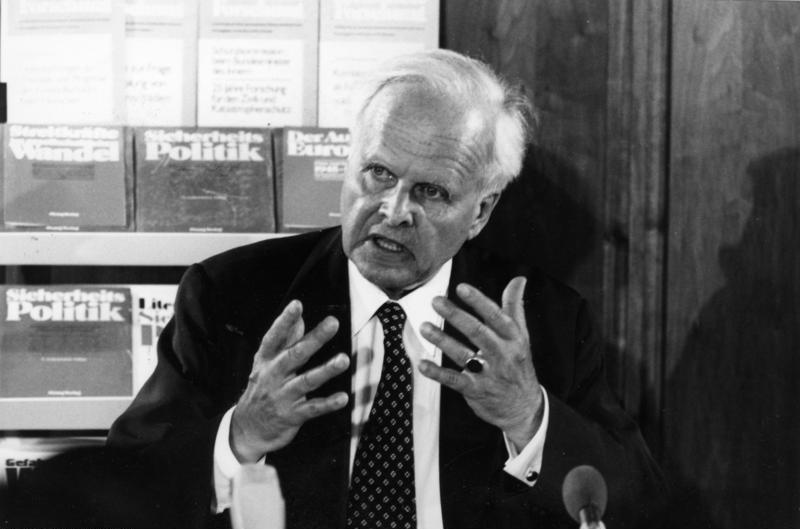
Carl Friedrich von Weizsäcker, 1983

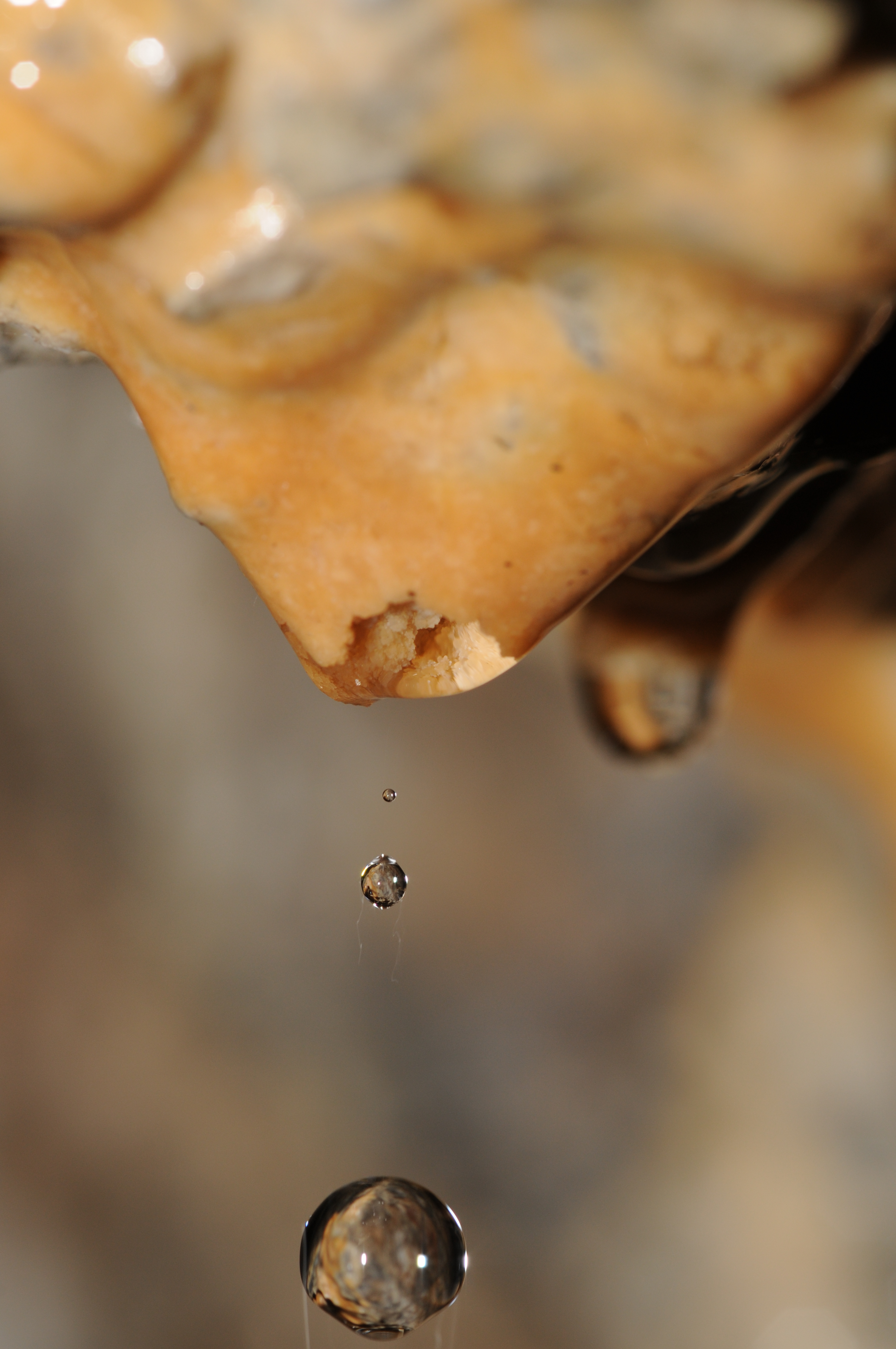
Gotes d'aigua caient d'una estalactita. Si la gota mitjana representa un nucli de, la gota major equival a un nucli de.

En el model de la gota de líquid se suposen les següents semblances entre una gota de líquid i un nucli:
- Les forces nuclears són semblants a la tensió superficial d'un líquid.
- Els nucleons es comporten com les molècules d'un líquid.
- La densitat del nucli és independent del nombre màssic {\textstyle A}, així com la densitat d'un líquid és independent del seu volum.
- L'energia de lligadura per nucleó, {\displaystyle {\frac {E_{b}}{A}}}, és semblant a l'energia de vaporització d'un líquid.
- La desintegració d'un nucli és un fenomen com l'evaporació de molècules de líquid a la seva superfície.
- L'absorció de partícules en bombardejar amb elles un nucli és un procés similar a la condensació sobre les gotes.
- L'energia d'un nucli es correspon amb les vibracions tèrmiques de les molècules de líquid.[27]

També s'assumeix que:
- El nucli és incompressible i té un radi que val {\textstyle r=r_{0}\cdot A^{1/3}}, on {\textstyle r_{0}=1,2\;\mathrm {fm} }.
- Les forces nuclears són idèntiques per a cada nucleó.
- La força nuclear per si sola manté el nucli.
- En una situació d'equilibri el nucli roman esfèric sota les forces d'atracció nuclears.[27]

Cinc efectes tenen influència en l'energia de lligadura del nucli en el model proposat per Carl F. von Weizsäcker:

- Efecte del volum: A partir d'{\textstyle A>50} l'energia de lligadura per nucleó, {\displaystyle {\frac {E_{b}}{A}}}, és pràcticament constant, la qual cosa indica que la força nuclear sobre un nucleó es deu exclusivament a uns pocs nucleons veïns i no pas a tots els del nucli. Així l'energia de lligadura associada amb la força nuclear per a cada nucleó és la mateixa per a tots els nuclis: la corresponent a la interacció d'uns poc nucleons veïns, per tant és proporcional a {\textstyle A} o al volum nuclear. Aquesta contribució se simbolitza per {\displaystyle a_{V}A}, essent {\displaystyle a_{V}}una constant experimental.
- Efecte de superfície: El nucleons de la superfície tenen menys veïns que els de l'interior, per això s'ha de reduir la seva contribució en una quantitat proporcional a l'àrea de la superfície, {\displaystyle 4\pi r^{2}}, i com que {\textstyle r=r_{0}\cdot A^{1/3}}, aquest terme es pot expressar com {\displaystyle a_{S}A^{2/3}}, essent {\displaystyle a_{S}}una constant experimental.
- Efecte de la repulsió de Coulomb: Cada protó repel·leix a la resta de protons. L'energia potencial elèctrica entre dos protons val {\displaystyle K_{e}e^{2}/r}, on {\displaystyle K_{e}} és la constant de Coulomb. L'energia potencial total serrà proporcional al nombre de parelles de protons, això és {\displaystyle Z(Z-1)/2} i inversament proporcional al radi del nucli, proporcional a {\displaystyle A^{1/3}}. En conjunt l'energia de Coulomb es pot expressar com {\displaystyle a_{C}Z(Z-1)/A^{1/3}}, amb {\displaystyle a_{C}} com a constant a determinar.
- Efecte de simetria: Els nuclis estables tenen aproximadament el mateix nombre de protons i neutrons. Per això qualsevulla asimetria en la distribució dels nucleons reduirà l'energia de lligadura i farà que el nucli sigui menys estable. Aquest terme es pot expressar com {\displaystyle a_{A}(N-Z)^{2}/A}, amb {\displaystyle a_{A}} constant a ajustar.[19]
- Efecte de la paritat. És un terme relacionat amb el principi d'exclusió de Pauli i simbolitzat per {\displaystyle \delta }. Val 0 pels nuclis amb número màssic, {\textstyle A}, imparell. Si {\textstyle A} és parell i també ho són el nombre de protons i el de neutrons, val {\textstyle a_{P}A^{-3/4}} i contribueix positivament a l'energia de lligadura. Mentre que si tant el nombre de protons com el de neutrons és imparell, essent {\textstyle A} parell, val {\textstyle -a_{P}A^{-3/4}}, amb la qual cosa contribueix negativament a l'energia de lligadura.[18]

L'equació final resulta l'anomenada fórmula semiempírica de Weizsäcker: 
{\displaystyle E_{b}=a_{V}A-a_{S}A^{2/3}-a_{C}{\frac {Z(Z-1)}{A^{1/3}}}-a_{A}{\frac {(N-Z)^{2}}{A}}+\delta (A,Z)}

### Model de capes

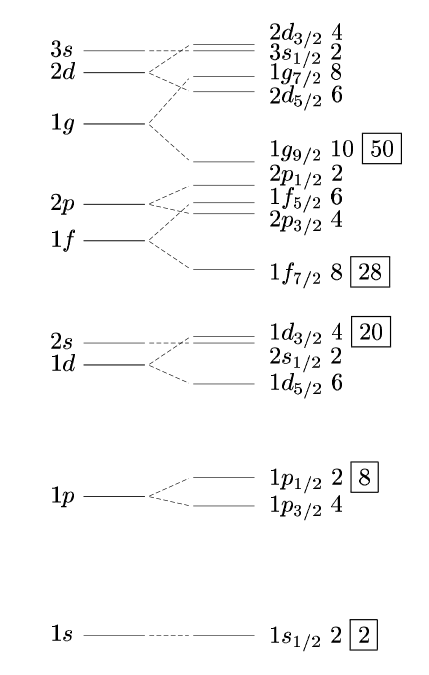
Nivells d'energia del nucli atòmic

L'existència dels números màgics indiquen l'existència de nivells d'energia en el nucli, els quals es completen amb els números màgics. El primer model de capes del nucli fou proposat el 1932 pel físic rus Dmitri Ivanenko i desenvolupat el 1949 per Eugene Paul Wigner, Maria Göppert-Mayer i J. Hans D. Jensen, de forma independent.
El model de capes és en part anàleg al model atòmic de capes atòmiques que descriu la distribució dels electrons en un àtom, en la qual les capes plenes donen lloc a una major estabilitat. El cas del nucli és més complex per dues raons: la primera és l'existència de dos tipus de partícules, protons i neutrons, que obeeixen per separat el principi d'exclusió de Pauli i que donen lloc a una sèrie doble de capes; i la segona és que, contràriament als àtoms, on el nucli crea un camp central en el qual es mouen els electrons, en el nucli atòmic no existeix quelcom diferent als nucleons que crei aquest camp i són els mateixos nucleons que cooperen i produeixen un camp central mitjà en el si del qual es mouen els nucleons. Aquest camp central mitjà té la següent forma (potencial de Woods-Saxon):
{\displaystyle V={\frac {V_{0}}{1+e^{\frac {r-R}{a}}}}}on:
- {\displaystyle a=0,5\cdot 10^{-15}\;\mathrm {m} =0,5\;\mathrm {fm} }
- {\displaystyle R=1,33\cdot 10^{-15}\cdot A^{1/3}\;\mathrm {m} }, essent {\textstyle A} el nombre màssic.
- {\displaystyle V_{0}=50-60\,MeV}[29]

A partir de càlculs quàntics emprant l'equació de Schrödinger s'obtenen una sèrie de nivells energètics que venen caracteritzats per un nombre quàntic principal {\textstyle N}, que pot prendre els valors 0, 1, 2, 3, 4, 5,... Cadascun d'aquest estats té una sèrie de subnivells o estats possibles caracteritzats pel número quàntic {\textstyle l} relacionat amb el moment angular orbital que, igual que a l'àtom, els seus valors se simbolitzen per s, p, d, f, g,... L'estat se simbolitza amb la parella {\textstyle nl}, on {\displaystyle n} fa referència al nombre de vegades que ha aparegut {\textstyle l}. Així el primer nivell {\displaystyle N=0} té l'estat {\displaystyle 1s} (el primer cop que apareix s); el segon nivell {\displaystyle N=1} té l'estat {\displaystyle 1p} (el primer cop que apareix p); el següent nivell és el {\displaystyle N=2}, el qual té dos estats, els {\displaystyle 1d} i {\displaystyle 2s}; el següent nivell és el {\displaystyle N=3}, el qual té dos estats, els {\displaystyle 1f} i {\displaystyle 2p}; etc.
A cada nivell hi ha un màxim de protons o neutrons que s'hi poden situar, que ve determinat pel principi d'exclusió de Pauli. A cada nivell aquest màxim ve donat per la fórmula {\displaystyle Z_{N}=(N+1)(N+2)}. Pel nivell {\displaystyle N=0} són {\displaystyle Z_{N}=(0+1)(0+2)=2}; pel nivell {\displaystyle N=1} són {\displaystyle Z_{N}=(1+1)(1+2)=6}; pel nivell {\displaystyle N=2} són {\displaystyle Z_{N}=(2+1)(2+2)=12}; etc. El nombre total de nucleons és la suma dels diferents valors de tots els nivells ocupats. Així si només hi ha ocupat el nivell {\displaystyle N=0}, el nombre total és {\displaystyle 2}; si també hi ha ocupat el nivell {\displaystyle N=1} s'han de sumar els seus i els del {\displaystyle N=0}, donant {\displaystyle 2+6=8}. D'aquesta manera s'obtenen els valors dels números màgics detectats experimentalment.